# 생명에 가까이
《생명에 가까이》(스웨덴어: Nära livet, 영어: Brink of Life, 영국 개봉명: So Close to Life)는 스웨덴에서 제작된 잉그마르 베르히만 감독의 1958년 드라마 영화이다. 비비 앤더슨 등이 주연으로 출연하였다.
1958년 칸 영화제에서 잉그마르 베르히만 감독은 감독상을 받았고 비비 앤더슨, 에바 달벡, 잉그리드 툴린, 바브로 히오르트아 오나스는 여우주연상을 받았다.

## 출연

### 주연
- 비비 앤더슨
- 에바 달벡
- 잉그리드 서린
- 막스 폰 시도우